# シッラーノ・ジュンクニャーノ
シッラーノ・ジュンクニャーノ（伊: Sillano Giuncugnano）は、イタリア共和国トスカーナ州ルッカ県にある、人口約1,000人の基礎自治体（コムーネ）。
コムーネ統廃合 (it:Fusione di comuni italiani) により、ジュンクニャーノとシッラーノが合併して2015年1月1日に発足した。

## 地理

### 位置・広がり
ルッカ県北部、ガルファニャーナ地方 (it:Garfagnana) のコムーネ。

#### 隣接コムーネ
隣接するコムーネは以下の通り。括弧内のMSはマッサ＝カッラーラ県、REはレッジョ・エミリア県所属を示す。
- カーゾラ・イン・ルニジャーナ (MS)
- フィヴィッツァーノ (MS)
- ミヌッチャーノ
- ピアッツァ・アル・セルキオ
- サン・ロマーノ・イン・ガルファニャーナ
- ヴェンタッソ (RE)
- ヴィッラ・コッレマンディーナ
- ヴィッラ・ミノッツォ (RE)

### 気候分類・地震分類
シッラーノ・ジュンクニャーノにおけるイタリアの気候分類 (it) および度日は、zona F, 3194 GGである。
また、イタリアの地震リスク階級 (it) では、zona 2 (sismicità media) に分類される。

## 行政

### 分離集落
シッラーノ・ジュンクニャーノには以下の分離集落（フラツィオーネ）がある。
- Brica, Camporanda, Capanne, Capoli, Castelletto, Dalli Sopra, Dalli Sotto, Giuncugnano, Gragna, Magliano, Metello, Ponteccio, Rocca Soraggio, Sillano (sede comunale), Varliano, Villa Soraggio